# 43511 Cima Ekar
43511 Cima Ekar è un asteroide della fascia principale. Scoperto nel 2001, presenta un'orbita caratterizzata da un semiasse maggiore pari a 3,1505690 UA e da un'eccentricità di 0,0894402, inclinata di 1,60242° rispetto all'eclittica.
L'asteroide deve il suo nome alla stazione osservativa di Cima Ekar (situata sull'omonima montagna di Asiago, in provincia di Vicenza), che ospita l'Asiago-DLR Asteroid Survey, il progetto di ricerca che ha portato alla sua scoperta.